# 塔斯馬尼亞副䲁
塔斯馬尼亞副䲁（學名：Parablennius tasmanianus），為輻鰭魚綱鳚形目䲁科副䲁屬的一種，分布於東印度洋澳洲東南部及西南太平洋紐西蘭海域，本魚體延長，稍側扁，頭部短鈍，背鰭後棘上有微小的缺口，尾鰭及胸鰭圓形，體色為淡灰色至灰白色，幼魚側面有中等大小的深色斑點，成魚有細小的斑點，背鰭硬棘12枚、背鰭軟條16-19枚、臀鰭硬棘2枚、臀鰭軟條19-20枚，體長可達13公分，棲息在沿岸潮池、防波堤，以藻類為食，雌魚產附著性卵，雄魚有護卵行為，幼魚為浮游性，生活習性不明。